# Perímetro de Pusan

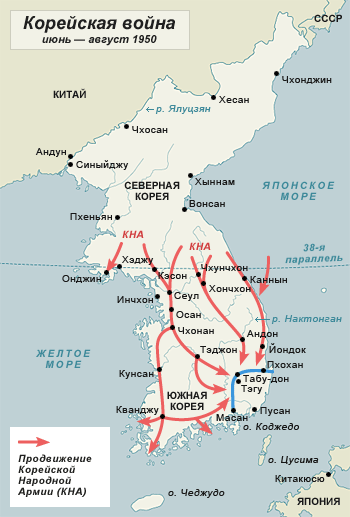
El Perímetro de Pusan (línea azul).

El Perímetro de Pusan fue el área en el extremo sureste de la península de Corea que marcó la mayor penetración de las tropas norcorenas en Corea del Sur durante la guerra de Corea. El perímetro se extendía a lo largo de 225 kilómetros, muchos de ellos coincidentes con el curso del río Nakdong. El perímetro recibió su nombre por la ciudad portuaria de Pusan.